# Fonovisa Records
Fonovisa Records is een Mexicaans platenlabel dat Spaanstalige muziek produceert, voornamelijk muziek uit Mexico. Het staat bekend om zijn contracten met artiesten als Duelo, Cristian Castro, Enrique Iglesias, Flans, Thalía, Jenni Rivera en Los Tigres del Norte. Fonovisa Records is sinds 2008 eigendom van Universal Music Group.

## Geschiedenis

### Oprichting
De vorige namen waren Laser in het begin van de jaren 1980 en Profono Internacional in de jaren 1970.
Fonovisa Records werd opgericht in 1984 door Guillermo Santiso met als belangrijkste artiesten Grupo Mojado, Los Tigres del Norte, Duelo (van 2002 tot 2011), Los Humildes, Los Bukis, Los Caminantes, Rigo Tovar, Los Yonic's, La Disquera Melody. Sindsdien werd het beheerd door Televisa in hetzelfde jaar tot de overname door het Amerikaanse televisienetwerk Univision in 2002, bekend als Univision Music Group.
In de jaren tachtig kocht Fonovisa het label Discos y Cintas Melody, voorheen Discos y Cartuchos de México (DCM) met pop- en rockgroepen. Dit label werkte samen met artiesten als Timbiriche, Flans, Lucero, Thalia, Enrique Iglesias (1995-1998), Sparx en Lorenzo Antonio.
Eind 1997 en begin 1998 verdwenen Musivisa en Melody als merken ten voordele van het merk Fonovisa.

### Rechtszaak
In 1999 klaagde het platenlabel Interscope Records het bedrijf aan voor het gebruik van het nummer Bailamos van Enrique Iglesias voor een hitalbum waarvoor de zanger, zijn vertegenwoordigers of het Amerikaanse bedrijf geen toestemming hadden gegeven, omdat Iglesias zijn contract met Fonovisa al had opgezegd en van plan was om zijn eerste Engelstalige album bij Interscope uit te brengen. Toen de rechtszaak plaatsvond waren er van het hitalbum echter al meer dan een miljoen exemplaren verkocht, waardoor Interscope de rechtszaak introk.
Fonovisa bracht een paar maanden later een nieuwe compilatie uit, dit keer zonder het nummer "Bailamos". De rechtszaak had bijna geleid tot de definitieve sluiting van het bedrijf.

### Overnames
Eind 2001 werd Fonovisa overgenomen van Televisa door Univision Music Group. Fonovisa maakte tot 2008 deel uit van de Univision Music Group, samen met Univision Records en Disa Records. In 2008 kocht Universal Music Group het bedrijf Univision Music Group en werd het label Univision Records opgedoekt. Het hoofdkantoor van Fonovisa is nu gevestigd in Hollywood, Los Angeles, Californië.